# 南部杜氏
南部杜氏（なんぶとうじ）とは、岩手県花巻市石鳥谷（いしどりや）町を拠点とする、日本酒を造る代表的な杜氏集団の一つ。杜氏の流派として捉えたときには南部流（なんぶりゅう）と称される。杜氏組合としては、全国最大の規模を誇る社団法人南部杜氏協会を持つ。

## 名称の由来
通称「南部藩」と一括して呼ばれる領内（正式には盛岡藩・八戸藩・七戸藩）から出身した杜氏たちを南部杜氏と呼び、同領内で伝統的に継承されてきた日本酒の醸造技術を南部流と称するが、彼らがそう自称したわけではなく、他国の人々から「南部から来た杜氏」と他称された呼び方に由来している。

## 歴史

### 発祥の背景
江戸時代以前にも、南部藩領内で酒造りは行なわれていたものの、自家醸造の域を出るものではなかった。そこへ慶長11年（1606年）ごろ、南部藩の御用商人であった村井氏・小野氏が、慶長5年（1600年）に上方の伊丹において鴻池善右衛門によって開発された大量仕込み樽の製法を領内にもたらし、藩のバックアップを受けて盛岡城下で本格的な藩造酒の生産を始めた。
この時代、領内で醸造にたずさわった酒造技術者は2種類に大別される。一方は、上方などに留学し、先進的な技術を学んで領内に帰り、村井氏・小野氏ら近江商人の資本のもとに江州蔵を開いて造り酒屋を営み始めた、いわば専従杜氏である。他方は、近江商人から酒造りを委託されて、農業の副業として小規模に酒を造っていた農民杜氏である。

完成品のばらつきをできるだけ無くそうと、蔵元は専従杜氏を農村部に巡回させ、農民杜氏の指導に当たらせ、技術レベルの向上を図った。

### 発祥と展開
藩、商人、農民に至るまで一体となった藩造酒のプロジェクトは軌道に乗り、延宝9年（1681年）には藩領内の造り酒屋の数は189軒を数え、寛政10年（1798年）には江戸表からの注文200石を受けるまでになった。各地で藩造酒の生産が試みられても、多くが失敗に終わったことを考えると、これは非常に上手くいった例と言わなくてはならない。
中でも稗貫郡石鳥谷（現・花巻市）には藩の御用酒屋があり、藩主に献上する御膳酒を造る杜氏である酒司（さかじこ）が住んでいた。御膳酒はここから警護の兵に守られて盛岡へ運ばれていったという。
こうした藩造酒の技術は農村部で師弟へ伝承されて、やがて藩領の外へ出稼ぎに行く杜氏たちを生み出すことになった。南部藩では、表向きは明治3年（1870年）まで藩外への出稼ぎを禁止していたが、何かと他の口実を与えてやったり、お目こぼしをしたりして、貧農たちが杜氏として藩外で副収入を得ることを積極的に抑えつけなかった。このことも、南部杜氏が今日では国内最大規模の流派を形成するのに貢献したといえる。
隣接する仙台藩には多くの杜氏が訪れており、正月頃に大崎八幡宮へ裸で参詣する行事（現在の仙台裸参り）を行っていた。

### 明治時代
盛岡藩最後の酒司（さかじこ）であった稲村徳助は、石鳥谷において伝統的な南部流を結集し、明治時代に即した技術として完成させ、多くの弟子を育成したため「近代南部杜氏の祖」とあがめられている。酒造りの神を祀る京都市の松尾神社には、60余名の南部杜氏たちが浄財を献じて建てた稲村徳助の顕彰碑がある。
南部杜氏たちの最初に近代的な組織ができたのは、明治36年（1903年）に設立認可された岩手県酒造組合である。このころ、明治政府は日清・日露戦争などのために国家予算が増大し、当時歳入の3割超を占めていた酒税の増徴によって切り抜けようと、醸造業の近代化を急いでいた。そして、酒造免許税を営業税とし、造石税は1石あたり4円を7円に上げたために、酒造家の抵抗が激しくなった。そのため、政府による酒造家の監督と支配の強化が必要になり、そのための機関として岩手県酒造組合を作らせたのであった。組合長には当時の岩手県知事である北条元利が就任した。
明治37年（1904年）には国立醸造試験場が開設され、当時においては大問題であった安全醸造の研究が本格化した。明治38年（1905年）には酒造組合法が制定され、日露戦争の軍事費の調達のためにさらなる増税が酒税にかけられた。
こうした官製組合の時代を経て、第1回全国新酒鑑評会が開かれた明治44年（1911年）にようやく南部杜氏自らの手によって酒造従業員（蔵人）の組合結成を目的とする南部醸造研究組合が創設され、杜氏講習会などが開催されたが、当時は蔵元と蔵人は激しく対立する資本家と無産階級の関係にあったため、酒造従業員の団結を恐れる酒造家によって、この組合はつぶされていった。

### 大正時代
大正デモクラシーの時代となると、ふたたび南部杜氏自らが中心となって、純粋に醸造技術の研鑽と後輩の指導育成、酒造従業員の団結を目的とし、大正3年（1913年）に南部杜氏組合が結成された。結成当時の組合員数は220名、大正9年（1919年）には500名、大正12年（1922年）には1000名と急速に拡大していった。しかし大正12年（1922年）時点での実態的な酒造従業員数は3700名余りと推計されるので、これでも組織率は28%に過ぎない。
大正14年（1924年）には組合創立十周年記念事業として機関誌「トロリ会報」が誕生したが、酒造家による弾圧のため第5号をもって発行停止を余儀なくされる。

### 昭和時代以降
昭和23年（1948年）に南部杜氏組合は南部杜氏協会となり、昭和28年（1953年）には社団法人南部杜氏協会となる。また昭和34年（1959年）には再び機関誌を発行するようになった。
同協会の会員数は昭和40年（1965年）の4,153名をピークに、以後減少の一途をたどっている。

## 現況

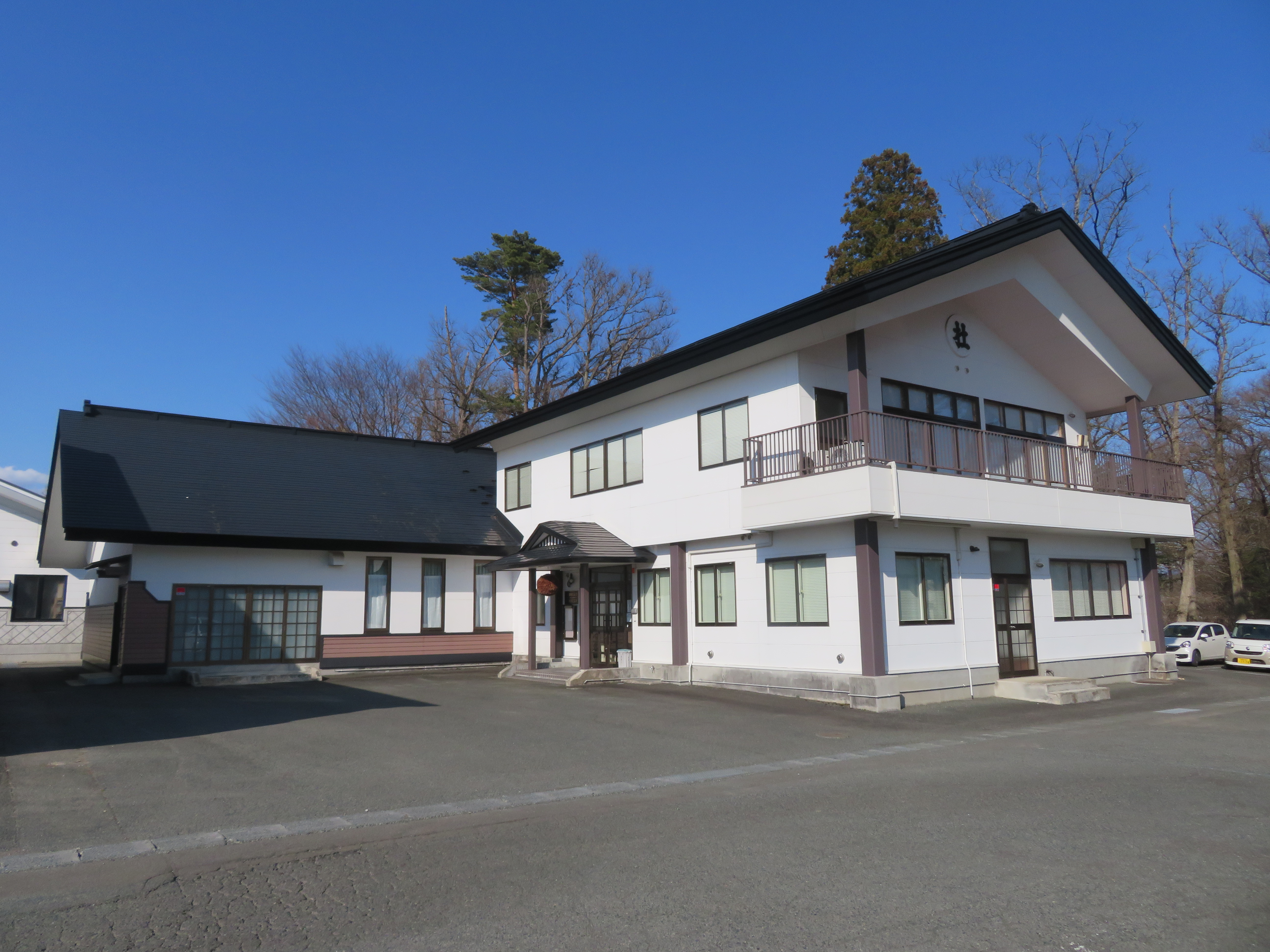
南部杜氏会館

平成6年（1994年）の時点で、南部杜氏協会員数は1,725人、杜氏総数は368人、杜氏が就労している蔵数は389場で、九州と沖縄以外のほぼ全国に分布している。
また協会内の酒造講習会、自醸清酒鑑評会が頻繁に開催されている。
石鳥谷町（現・花巻市）と社団法人南部杜氏協会が連携して、石鳥谷を名実ともに「南部杜氏の里」にしようという事業が進行中である。花巻市には南部杜氏伝承館、南部杜氏会館、南部杜氏歴史民俗資料館、石鳥谷農業伝承館などの観光施設のほか、後継者育成のための南部杜氏研修場がある。

## 南部流に属する主な杜氏
- 辻村勝俊（青森県　西田酒造　『田酒』他）
- 佐藤企（青森県　鳩正宗　『八甲田おろし』他）
- 藤尾正彦（岩手県　あさ開　『あさ開』）
- 高橋勝男（岩手県　川村酒造　『南部関』『西与右衛門』他）
- 菅原万作（宮城県　一ノ蔵　『一ノ蔵』）
- 高橋藤一（岩手県　喜久盛酒造　『鬼剣舞』『タクシードライバー』）
- 鷹木祐助（埼玉県　矢尾酒造　『秩父錦』）
- 高橋雅幸（東京都　田村酒造場　『嘉泉』『田むら』）
- 多田信夫（静岡県　磯自慢酒造　『磯自慢』）
- 関口正俊（兵庫県　神結酒造　『神結』他）
- 上戸政萬（群馬県　近藤酒造　『赤城山』）
- 中居清   （石川県）小堀酒造    『満歳楽』）
- 関谷海志（宮城県　大和蔵酒造　『雪の松島』）